# Колющенко, Дмитрий Васильевич
Дми́трий Васи́льевич Колющенко (14 февраля 1881 — 3 июня 1918) — российский революционер, рабочий. После Февральской революции в России член исполкома Челябинского Совета рабочих и солдатских депутатов, один из организаторов Красной гвардии и Социалистического союза молодежи Челябинска.

## Биография
Родился в Воронежской губернии, в селе Усть-Муравлянка (ныне — в Репьёвском районе Воронежской области). Окончил церковно-приходскую школу. В 1903 вступил в ряды РСДРП. После переезда в Челябинск в 1905 году работал слесарем и механиком-машинистом. За революционную деятельность был уволен. В 1910 году поступил на самый крупный на тот момент завод «Столь и Ко» слесарем. 1 мая 1912 года под его руководством на заводе была проведена массовая забастовка рабочих в ответ на расстрел рабочих с Ленских приисков. За организацию забастовки был арестован властями, но под давлением рабочих освобождён и даже восстановлен на заводе в должности токаря.
После февраля 1917 года был одним из организаторов создания Совета рабочих и солдатских депутатов, а также одним из организаторов Красной гвардии в Челябинске. После создания Совета рабочих и солдатских депутатов отстаивал права рабочих завода «Столь и К°», организовал митинг, на котором призвал рабочих к неподчинению директору завода Мерману за невыносимые условия труда для рабочих и «контрреволюционную деятельность директора немца». Результатом митинга стало бегство директора с завода и установление на нём власти рабочих. С ноября 1917 года до конца жизни был заместителем председателя Военно-революционного комитета Челябинска.

## Смерть
27 мая 1918 года, после восстания чехословацкого корпуса в Челябинске, вместе с единомышленниками был арестован белыми офицерами. По одной из версий (основной), их двое суток держали в подвалах гостиницы «Номера Дядина» (ул.  Елькина, 36), а на третьи повели в пересыльную тюрьму в сопровождении конного казачьего конвоя. 
 По пути следования на Казарменной площади, между зданием Белых казарм и рекой Игуменкой, революционеры были убиты. По другой версии, Колющенко с единомышленниками удерживались в здании казарм, и на площадь были выведены казаками изначально для убийства. Казаки изрубили их саблями, погибших увезли на телеге в неизвестном направлении. На здании Белых казарм в 1958 году была открыта мемориальная доска с описанием трагического события: 
На этой площади 3 июня 1918 года белогвардейцами были зверски убиты пламенные борцы за советскую власть: Д. В. Колющенко, В. И. Могильников, Н. П. Тряскин, М. А. Болейко, Ш. А. Гозиосский. Вечная слава героям революции!
После установления советской власти в Челябинске были предприняты попытки обнаружения места захоронения Колющенко, но обнаружить могилы большевиков не удалось.

## Память
В память о челябинском революционере в годы советской власти его именем был назван завод «Столль и К°» (с 1922 года), на котором Колющенко работал с 1910 по 1917 годы, а также дом культуры, сквер и стадион (существует с 1930-х годов), которые располагаются в непосредственной близости от завода, в квартале ограниченном современными улицами Омской, Доватора, Колсанова, и Шаумяна. В октябре 2013 года сквер и стадион были заново открыты после капитальной реконструкции. Дом, где проживал Д. В. Колющенко (был построен в 1904 году), в соответствии с решением исполкома Челябинского областного Совета депутатов вошёл в реестр памятников истории и культуры, являясь объектом культурного наследия. С 6 ноября 1957 года на нём была размещена мемориальная доска в честь революционера. Но в 1992—1996 годы дом был снесён при строительстве автомобильного путепровода над станцией Челябинск-Главный (мосты, соединяющие Советский и Ленинский районы города). Местонахождение мемориальной доски в настоящее время (2016 год) неизвестно.
Ранее одна из улиц, выходящая к заводу, была названа в честь Д. В. Колющенко, однако в настоящее время улица переименована, но упоминание фамилии революционера в названии улицы можно и сейчас найти в соседнем городе Копейске.
12 июня 2018 года на здании диспетчерской трамвайного депо (г. Челябинск, ул. Степана Разина, д. 9а) была открыта мемориальная доска, аналогичная той, что размещалась на доме революционера Д. В. Колющенко, снесённом в 1990-х годах.